# Hapalopsittaca
Hapalopsittaca – rodzaj ptaków z podrodziny papug neotropikalnych (Arinae) w obrębie rodziny papugowatych (Psittacidae).

## Zasięg występowania
Rodzaj obejmuje gatunki występujące w Ameryce Południowej.

## Morfologia
Długość ciała 22–24 cm; masa ciała 97–124 g.

## Systematyka

### Etymologia
Hapalopsittaca: gr. ἁπαλος hapalos „delikatny”; ψιττακη psittakē „papuga”.

### Podział systematyczny
Do rodzaju należą następujące gatunki:
- Hapalopsittaca melanotis (Lafresnaye, 1847) – amazoneczka czarnoskrzydła
- Hapalopsittaca amazonina (Des Murs, 1845) – amazoneczka ognistogłowa
- Hapalopsittaca fuertesi (Chapman, 1912) – amazoneczka żółtolica
- Hapalopsittaca pyrrhops (Salvin, 1876) – amazoneczka czerwonolica